# پیتر جاکوبسن
پیتر جاکوبسن (انگلیسی: Peter Jacobsen؛ زادهٔ ۴ مارس ۱۹۵۴) یک گلف‌باز است.